# Eric Rissel

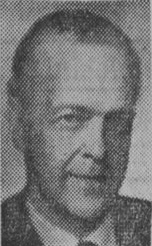
Eric Rissel

Eric Gunnar Rissel, född 16 juni 1907 i Stockholm, död 20 augusti 1962 i Oscars församling i Stockholm, var en svensk arkitekt. 
Rissel, som var son till murarmästare Hildebrand Andersson och Anna Amalia Andersson, avlade studentexamen i Stockholm 1926 och utexaminerades från Kungliga Tekniska högskolan 1931. Han var verksam som arkitekt och byggmästare i Stockholm från 1931, anställd vid Stockholms stads fastighetskontor 1937–1940 och vid Byggnadsstyrelsen 1941–1942. Han uppförde ett flertal fastigheter i Stockholm, nybyggnader och ombyggnader, bland annat Hägerstens brandstation i Midsommarkransen på entreprenad 1943–1944. Eric Rissel är begravd på Norra begravningsplatsen utanför Stockholm.